# Carl Rosander (tandläkare)
Carl Rosander, född 19 juli 1853 i Stockholm, död där 21 september 1897, var en svensk tandläkare.
Carl Rosander var son till Carl Rosander. Han ägnade sig först åt det "mekaniska yrket" och belönades 1873 med Stockholms stads hantverksförenings stora silvermedalj. Han övergick 1874 till tandläkarbanan, avlade tandläkarexamen 1879 och var fram till sin död praktiserande tandläkare i Stockholm. Som examinator i tandläkarexamen 1881-1891 intog han "den mest bemärkta och framskjutna platsen inom kåren", och 1885–1891 var han även andre lärare vid Polikliniken för tandsjukdomar. Rosander var särskilt skicklig på tandfyllningen och tandregleringens områden, och han blev banbrytande för tandhygienens popularisering genom en från 1890 årlig föreläsningsserie "Tandhygien" vid Stockholms arbetareinstitut. Av hans skrifter märks Tändernas betydelse och vård (1896). Han var ordförande i Svenska Tandläkaresällskapet 1887–1888. Rosander är begravd på Norra begravningsplatsen utanför Stockholm.